# Sturmiidae
Sturmiidae is een familie van springstaarten en telt 2 beschreven soorten.

## Taxonomie
- Geslacht Sturmius - Bretfeld, 1994
  - Sturmius epiphytus - Bretfeld, 1994
  - Sturmius truncivivus - Bretfeld & Gauer, 1999